# Искатель приключений (рассказ)
«Искатель приключений» — рассказ русского писателя Александра Грина, написанный и опубликованный в 1915 году.

## Сюжет и судьба текста
Главные герои рассказа — путешественник Аммон Кут и фермер Доггер, которые являются противоположностями друг другу. Первый — «нервная батарея, живущая впроголодь», а второй ведёт тихую идилличную жизнь на фоне пасторальных пейзажей. Однако Кут выясняет, что Доггер — гениальный художник, скрывшийся в глуши, чтобы спастись от разрушительной стороны собственного таланта.
«Искатель приключений» был написан в 1915 году и увидел свет в том же году на страницах журнала «Современный мир»; в 1916 году он был включён в авторский сборник с тем же названием. Критик Аркадий Горнфельд в своей рецензии счёл необходимым отметить, что в «Искателе» Грин выступает не как подражатель Эдгара По, а как самостоятельный художник.